# Cratere Catota
Catota  è un cratere sulla superficie di Marte.